# Souleymane Koanda
Souleymane Koanda (Bobo-Dioulasso, 21 de setembro de 1992) é um futebolista profissional burquinense que atua como defensor.

## Carreira
Souleymane Koanda representou o elenco da Seleção Burquinense de Futebol no Campeonato Africano das Nações de 2017.